# Скалон, Дмитрий Антонович
Дми́трий Анто́нович Скало́н (27 октября 1840—1919) — русский военный историк, адъютант великого князя Николая Николаевича, председатель Императорского Русского военно-исторического общества, генерал от кавалерии, генерал-адъютант.

## Биография

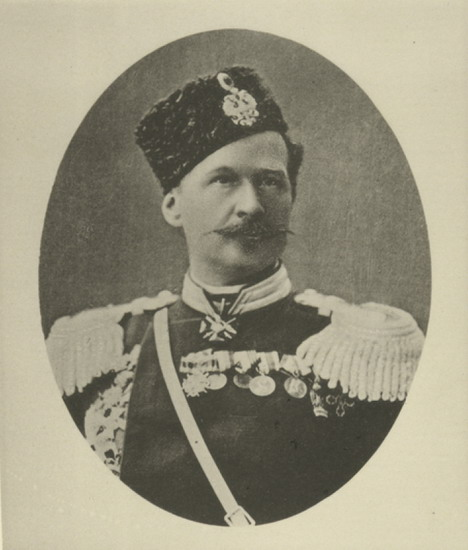
Снимок из «Альбома портретов бывших кадет 1-го кадетского корпуса».

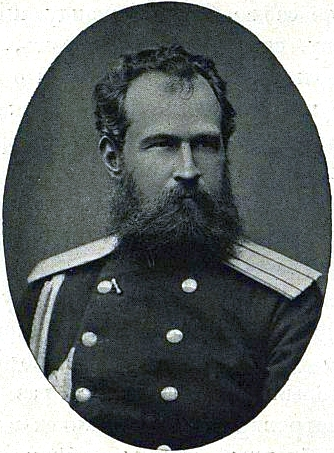
Полковник Д. А. Скалон

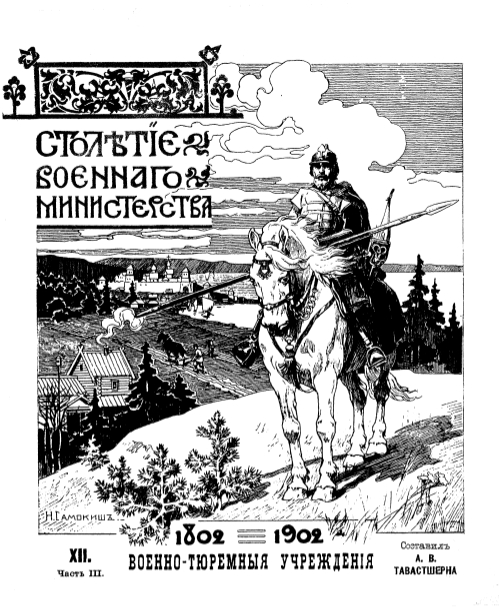
Обложка 3-й части XII тома сборника «Столетие Военного министерства»

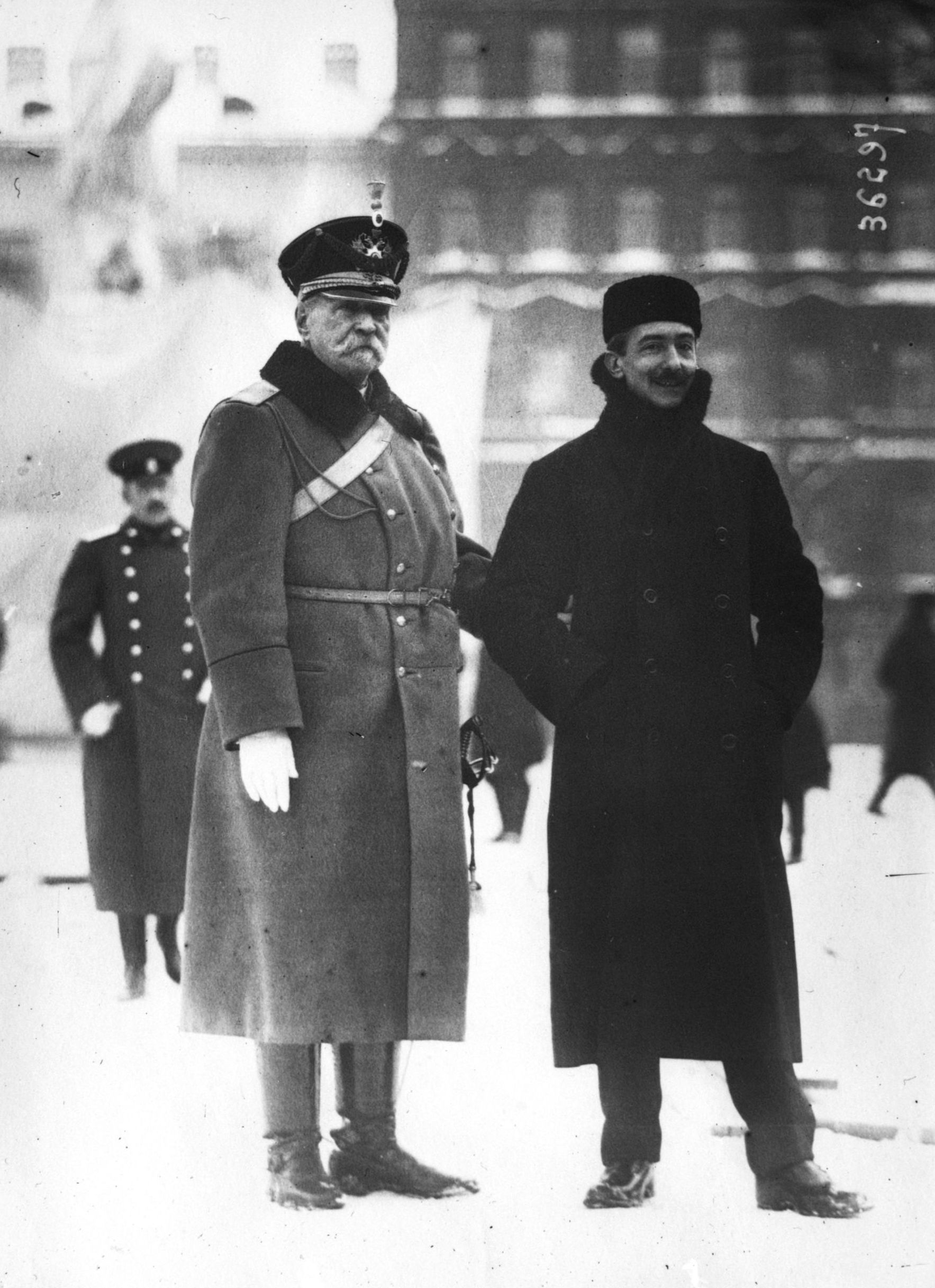
Генерал Д. А. Скалон и скульптор Пьетро Каноника на открытии памятника великому князю Николаю Николаевичу в Петербурге. 1913.

Евангелическо-лютеранского вероисповедания. Из древнего дворянского рода Скалонов.
Сын генерал-лейтенанта Антона Антоновича Скалона и баронессы Ольги Григорьевны фон Крюденер. Внук героя Отечественной войны 1812 года А. А. Скалона.
Братья: Николай, генерал от кавалерии, и Георгий, Варшавский генерал-губернатор.
Окончил 1-й кадетский корпус (1859), был выпущен корнетом в Лейб-гвардии Уланский полк.
Чины: поручик (1862), штабс-ротмистр (1866), ротмистр (1869), полковник (1876), генерал-майор (1883, за отличие), генерал-лейтенант (1895, за отличие), генерал от кавалерии (1907, за отличие), генерал-адъютант (1914).
В 1863 году окончил Николаевскую академию Генерального штаба по 2-му разряду. Участвовал в Польской кампании 1863—1864 годов.
В 1864—1878 годах был адъютантом Великого князя Николая Николаевича-старшего, сопровождал его в поездке на Восток, о которой позднее написал воспоминания «Путешествие по Востоку и Святой земле в свите великого князя Николая Николаевича в 1872 году».
Участвовал в русско-турецкой войне 1877—1878 годов: «Во время Турецкой войны, уже в чине полковника, Д. А. состоял членом кассационного присутствия при главнокомандующем действующей армии. Близкие отношения к Е. И. В. ставили его в весьма важное и ответственное положение: он был фактическим докладчиком по всем делам Е. И. В.; все важнейшие распоряжения главнокомандующего также проходили через него, ему даже были знакомы многие интимные обстоятельства дела, и в его руках фактически сосредоточивались, таким образом, все важнейшие нити». В 1877 году был награждён Золотым оружием «За храбрость».
Позднее служил начальником канцелярии управления генерал-инспектора кавалерии (1878—1891), начальником кавалерийской части Главного штаба (1891—1895).
В 1895—1916 годах состоял в распоряжении военного министра. В связи со 100-летним юбилеем Военного министерства, по инициативе начальника Канцелярии Военного министерства генерала А. Ф. Редигера, утверждён в 1900 году главным редактором издания «Столетие Военного министерства. 1802—1902»:

Самым важным в этом деле был выбор хорошего редактора. Я остановился на генерале Скалоне, и Куропаткин согласился на него. Я знал Скалона мало, но всё же из разговоров с ним знал, что он любитель старины и читал его «Путешествие по Востоку и Святой Земле». На сделанное ему предложение Скалон согласился и затем представил программу издания, превзошедшую по её широте все мои ожидания; он был того же мнения, как и я, что историю надо составить возможно лучше и полнее, дабы мы сами знали своё прошлое. Со своей стороны я ему обещал, что в средствах отказа не будет. Таким образом, в 1900 году был начат колоссальный труд, ныне (за малыми недочётами) законченный, надёжная основа для всех будущих исследователей в области пополнения, устройства, обучения и снабжения наших войск

В 1907 году был избран первым председателем Императорского Русского военно-исторического общества. Состоял действительным членом Императорского Русского исторического общества (с 1910) и почетным членом Императорского Археологического института.
11 апреля 1916 года отчислен из распоряжения военного министра в Свиту Е. И. В. 
После Февральской революции 21 марта 1917 года лишён звания генерал-адъютанта в связи с упразднением всех военно-придворных званий.
31 марта 1917 года числящийся по гвардейской кавалерии, генерал от кавалерии Скалон уволен от службы, за болезнью, с мундиром и пенсией, в дальнейшем проживал в Петрограде, где и скончался в 1919 году в возрасте 79 лет.

## Семья
Был женат на Елизавете Александровне Сатиной (1848—1919).
Их дети:
- Наталья (1868—1943, Саратов), в замужестве Вальдгард. После 1917 года жила в Тамбове, преподавала музыку, затем вернулась в Ленинград. В 1935 году как бывшая дворянка была выслана из Ленинграда в Саратов. Её сын — Павел Петрович Вальдгардт (1904—1978), композитор и дирижёр[4][5].
- Людмила (1874—1962, США), в замужестве Ростовцева (Ростовцова). Муж — Александр Иванович Ростовцов (1873—1905), полковник, погиб под Мукденом во время Русско-японской войны. После Октябрьской революции вместе со старшим братом мужа, Михаилом Ивановичем Ростовцовым, историком и архитектором, эмигрировала в США. Её сыновья: Иван Александрович Ростовцов (1902—1942, Ленинград), старший научный сотрудник Отдела истории русской культуры Эрмитажа, умер во время блокады; Андрей Александрович Ростовцов (1904—1970), художник, священник. Окончил Санкт-Петербургскую академию художеств. В 1941 году был призван в действующую армию, попал в плен, жил в США[6].
- Вера (1875—1909), в замужестве Толбузина. Муж — Сергей Петрович Толбузин (1875—1928). Её дочери — Марина Сергеевна (1901—после 1953)[7] и Тамара Сергеевна (1904—1930) Толбузины. Служили хористками в театре оперетты.
- Николай (1886—1945), полковник лейб-гвардии Уланского Её Величества полка, участник Белого движения, в эмиграции в Германии.

Дальним родственником Скалону приходился знаменитый композитор Рахманинов. Александр Александрович Сатин, шурин Скалона, был мужем тёти Рахманинова.

## Личная жизнь
Был виолончелистом-любителем, устраивал музыкальные вечера в своём петербургском доме. Среди друзей Скалонов были композиторы Чайковский и Направник, художник Серов и писатель Крестовский.

## Усадьба
Владел усадьбой Воздвиженская при селе Игнатове на реке Пьяне, в Княгининском уезде Нижегородской губернии, приобретенной его отцом в 1839 году. Усадьба замечательна тем, что в ней бывал композитор Сергей Васильевич Рахманинов. Он дружил с дочерьми Скалона, увлекался Верой. В мае 1897 года, во время глубокой депрессии, вызванной провальной премьерой своей Первой симфонии, Рахманинов приехал в усадьбу, чтобы восстановить здоровье и провел в ней четыре месяца.

## Награды
За свою службу Скалон был награждён многими орденами, в их числе:
- Орден Святого Станислава 3-й степени с мечами и бантом (1863 год)
- Орден Святой Анны 3-й степени (1865 год)
- Орден Святого Станислава 2-й степени (1867 год; императорская корона к этому ордену пожалована в 1869 году)
- Орден Святой Анны 2-й степени (1871 год; императорская корона к этому ордену пожалована в 1871 году)
- Орден Святого Владимира 4-й степени. (1876 год)
- Золотое оружие с надписью «За храбрость» (21 ноября 1877 года)
- Орден Святого Владимира 3-й степени с мечами (1878 год)
- Орден Святого Станислава 1-й степени (1886 год)
- Орден Святой Анны 1-й степени (1890 год)
- Орден Святого Владимира 2-й степени (1894 год)
- Орден Белого Орла (6 декабря 1899 года)
- Орден Святого Александра Невского (6 апреля 1903 года; бриллиантовые знаки этого ордена пожалованы 12 января 1914 года)

Иностранные:
- турецкий орден Меджидие 3-й степени (1872 год)
- прусский орден Красного Орла 3-й степени (1872 год)
- австрийский орден Железной Короны 3-й степени (1874 год)
- саксонский орден Альбрехта 2-й степени (1876 год)
- прусский орден Красного Орла 2-й степени (1876 год; звезда к этому ордену пожалована в 1883 году)
- румынский орден Звезды 3-й степени (1877 год)
- сербский орден Таковского креста (1878 год)
- румынский Железный крест (1879 год)
- черногорский орден Князя Даниила I 3-й степени (1882 год)
- болгарский орден Святого Александра 2-й степени (1883 год)
- персидский орден Льва и Солнца 1-й степени (1889 год)

## Память
В 1903 году, к 25-летию русско-турецкой войны, Болгария назвала в честь Скалона артиллерийскую батарею у музея имени Великого князя Николая Николаевича-старшего.
В 2023 году на Волковском лютеранском кладбище открыт памятник Д. А. Скалону.
В 2024 году на фасаде здания штаб-квартиры Российского военно-исторического общества в центре Москвы установлен бюст Скалону.

## Сочинения
- Путешествие по Востоку и Святой земле в свите великого князя Николая Николаевича в 1872 году. — СПб., 1881 (2-е издание — 1892).
- Столетие Военного министерства 1802—1902. Конспекты исторических очерков столетия Военного министерства. (главный редактор и автор предисловия). СПб., 1906.
- Очерк деятельности главнокомандующего в русско-турецкую войну 1877—1878 гг. на Балканском полуострове. СПб., 1907.
- Мои воспоминания 1877—1878 гг. Т. 1-2. — СПб., 1913.